# Franz Stockreiter
Franz Stockreiter (* 1952) ist ein österreichischer Straftäter, der wegen Doppelmordes zu lebenslanger Haft verurteilt wurde. In der Justizanstalt Göllersdorf ermordete er eine Therapeutin, was zu einer veränderten Schwerpunktsetzung im Umgang mit gefährlichen Tätern in dieser Haftanstalt führte.

## Doppelmord
Der 22-jährige Zimmerer Franz Stockreiter wurde im April 1974 verhaftet. Seine 18-jährige Ex-Freundin Leopoldine R. hatte ihn angezeigt, nachdem er ihr wochenlang aufgelauert und sie einmal mit dem Messer bedroht haben soll. Nach wenigen Stunden Untersuchungshaft wurde er jedoch wieder entlassen. Kurz darauf, am 12. April 1974, versteckte er sich in der Scheune auf dem Anwesen seiner Ex-Freundin und deren Eltern in Weissenbach an der Triesting. Als er dabei von der 53-jährigen Mutter von Leopoldine überrascht wurde, erschlug er die Frau mit einem Holzprügel. Durch die Hilfeschreie alarmiert, lief Leopoldine R. zur Scheune und wurde dort ebenfalls von Stockreiter erschlagen. Die von Nachbarn gerufene Polizei konnte den zu Fuß geflüchteten Stockreiter bei Heiligenkreuz verhaften.
Im Juni 1975 begann sein Prozess am Landesgericht Wiener Neustadt, wobei er aussagte, den Tod seiner Ex-Freundin am Tattag bereits geplant zu haben und deren Mutter nur ermordete, um ihr den Anblick der später getöteten Tochter zu ersparen. Er wurde zu lebenslanger Haft verurteilt und in die Justizanstalt Stein überstellt.

## Mord im Gefängnis
Als er dort anfing, unter Wahnvorstellungen zu leiden, wurde er 1988 in die Sondervollzugsanstalt Göllersdorf verlegt und über Jahre hinweg therapiert. Trotz seiner Phantasien wurden dem Doppelmörder zwischen 1988 und 1995 insgesamt 194 Freigänge genehmigt, um ihn auf eine mögliche Haftentlassung vorzubereiten. Als er im März 1995, durch seine Beschäftigung als Hausarbeiter, einige seiner Gefängnisakten mit scheinbar negativen Prognosen im Altpapier fand, glaubte er keine Chance mehr auf Freiheit zu haben. Er verschanzte sich mit einer Kettensäge und einem Benzinkanister im Müllraum der Haftanstalt und verlangte, mit dem für seine Entlassung zuständigen Richter zu sprechen. Durch die Hilfe der ihn behandelnden 39-jährigen Psychotherapeutin Veronika Kreuziger-Hitz konnte er jedoch zur Aufgabe überredet werden. Zwei Wochen später, am 4. April 1995, traf Veronika Kreuziger-Hitz ihn wieder zu einer therapeutischen Sitzung. Als die Psychotherapeutin ihm mitteilte, dass sie die Haftanstalt wegen einer Weiterbildung in wenigen Wochen verlassen werde, tötete Stockreiter die Frau mit einem im Müll gefundenen Cuttermesser. Er wurde im Dezember 1995 vom Landesgericht Korneuburg erneut zu lebenslanger Haft verurteilt.
Die Ermordung einer Therapeutin in einer Haftanstalt gilt als einziger Fall dieser Art in Österreich und führte zu einer veränderten Schwerpunktsetzung in der JA Göllersdorf. Während bisher im therapeutischen Bereich vor allem die Vertraulichkeit und die Bedachtnahme auf eine möglichst unbeeinträchtigte Therapeuten-Klienten-Beziehung im Vordergrund standen, steht jetzt der Schutz der Angehörigen der Betreuungsdienste und eine verstärkte Überwachung durch Justizwachebeamte an erster Stelle. Diese erfolgt je nach den örtlichen Gegebenheiten durch eine optische Überwachung oder mit Hilfe von Personen-Notrufgeräten. Bei baulichen Änderungen wird zukünftig auch vorgesehen, dass sich die Zimmer, in denen Therapiesitzungen stattfinden sollen, in der Nähe von Räumen befinden, in denen sich regelmäßig Beamte der Justizwache aufhalten.